# Morti nel 1988/Febbraio
| Questa pagina contiene informazioni ricavate automaticamente dalle voci biografiche con l'ausilio del template Bio e di un bot. L'aggiornamento è periodico e automatico e ricostruisce completamente la pagina. Se manca una persona in questa lista, sei pregato di non aggiungerla, ma accertati piuttosto che la sua voce biografica contenga il template Bio e che i dati anagrafici siano correttamente compilati. Se il template Bio manca, inseriscilo tu stesso o, in alternativa, metti l'avviso {{tmp\|Bio}} che ne segnala la mancanza. Se i dati riportati sono sbagliati, correggi direttamente la voce biografica; le modifiche saranno visibili in questa lista entro pochi giorni. Per chiarimenti vedi il progetto biografie. La lista contiene solo le 108 persone che sono citate nell'enciclopedia e per le quali è stato implementato correttamente il template Bio. Pagina aggiornata al 3 mar 2024. |

- 1º febbraio - Marcel Bozzuffi, attore, doppiatore e regista francese (n. 1928)
- 1º febbraio - Cesarina Carletti, partigiana, antifascista e brigatista italiana (n. 1912)
- 1º febbraio - Fritz Heider, psicologo austriaco (n. 1896)
- 1º febbraio - Heather O'Rourke, attrice statunitense (n. 1975)
- 1º febbraio - Marisa Vernati, attrice e cantante italiana (n. 1920)
- 2 febbraio - Giuseppe Codacci Pisanelli, politico e giurista italiano (n. 1913)
- 2 febbraio - Rossana Martini, attrice italiana (n. 1926)
- 2 febbraio - Alois Mourek, calciatore cecoslovacco (n. 1903)
- 2 febbraio - Giuseppe Novello, pittore e illustratore italiano (n. 1897)
- 3 febbraio - Dory Cei, attrice italiana (n. 1915)
- 3 febbraio - Robert Duncan, poeta statunitense (n. 1919)
- 3 febbraio - Giovanni Previtali, storico dell'arte italiano (n. 1934)
- 4 febbraio - Clyde Coombs, psicologo statunitense (n. 1912)
- 4 febbraio - Frank Giacoia, fumettista statunitense (n. 1924)
- 4 febbraio - Franz Mandl, calciatore austriaco (n. 1916)
- 4 febbraio - Krzysztof Sitkowski, cestista polacco (n. 1935)
- 5 febbraio - Ove Arup, architetto, ingegnere e imprenditore britannico (n. 1895)
- 5 febbraio - Wilbur Coen, tennista statunitense (n. 1911)
- 5 febbraio - Karel Horák, calciatore cecoslovacco (n. 1918)
- 5 febbraio - Luigi Pirovano, arbitro di calcio italiano (n. 1900)
- 5 febbraio - Emeric Pressburger, regista, sceneggiatore e produttore cinematografico ungherese (n. 1902)
- 6 febbraio - Luigi Baron, aviatore italiano (n. 1917)
- 6 febbraio - Gary Berland, giocatore di poker statunitense (n. 1950)
- 6 febbraio - Giuseppe Della Frera, calciatore italiano (n. 1924)
- 6 febbraio - Carmen Polo, I signora di Meirás, nobildonna spagnola (n. 1900)
- 7 febbraio - Lin Carter, scrittore statunitense (n. 1930)
- 7 febbraio - Silvio Gigli, giornalista, conduttore radiofonico e regista italiano (n. 1910)
- 7 febbraio - Renzo Pecchenino, disegnatore cileno (n. 1934)
- 7 febbraio - Antonio Spadavecchia, compositore russo (n. 1907)
- 8 febbraio - Pietro Arcari, calciatore italiano (n. 1909)
- 8 febbraio - Allan Cuthbertson, attore australiano (n. 1920)
- 8 febbraio - Ralph Flanagan, nuotatore statunitense (n. 1918)
- 8 febbraio - Mario Gentilini, giornalista e fumettista italiano (n. 1909)
- 8 febbraio - Giuseppe Schirò, politico italiano (n. 1913)
- 8 febbraio - Fernando Stefanizzi, militare italiano (n. 1957)
- 9 febbraio - Kurt Herbert Adler, direttore d'orchestra austriaco (n. 1905)
- 9 febbraio - Israel Nathan Herstein, matematico polacco (n. 1923)
- 9 febbraio - Filiberto Menna, storico dell'arte italiano (n. 1926)
- 10 febbraio - Alberto Bertuzzi, giornalista italiano (n. 1913)
- 10 febbraio - Sergejs Maģers, calciatore lettone (n. 1911)
- 10 febbraio - Paolo Renosto, compositore italiano (n. 1935)
- 10 febbraio - Chaya Mushka Schneerson, religiosa bielorussa (n. 1901)
- 11 febbraio - Marion Crawford, educatrice britannica (n. 1909)
- 11 febbraio - Lino Landolfi, fumettista italiano (n. 1925)
- 11 febbraio - Rocco Palamara, magistrato italiano (n. 1926)
- 12 febbraio - Bernard Lippmann, fisico statunitense (n. 1914)
- 13 febbraio - John Curulewski, insegnante, educatore e musicista statunitense (n. 1950)
- 13 febbraio - Radamés Gnattali, compositore, arrangiatore e direttore d'orchestra brasiliano (n. 1906)
- 13 febbraio - José Carlos Godoy, cestista peruviano (n. 1911)
- 13 febbraio - Léon Goossens, oboista britannico (n. 1897)
- 14 febbraio - Ambrogio Beretta, ciclista su strada italiano (n. 1908)
- 14 febbraio - Abderrahman Ibrir, calciatore francese (n. 1919)
- 14 febbraio - Jan de Kreek, calciatore olandese (n. 1903)
- 14 febbraio - Frederick Loewe, compositore austriaco (n. 1901)
- 14 febbraio - Serafino Montanari, calciatore e allenatore di calcio italiano (n. 1921)
- 14 febbraio - Cal Niday, pilota automobilistico statunitense (n. 1914)
- 14 febbraio - Auguste Verdyck, ciclista su strada belga (n. 1902)
- 14 febbraio - Joseph Wresinski, presbitero francese (n. 1917)
- 15 febbraio - Al Cohn, sassofonista, arrangiatore e compositore statunitense (n. 1925)
- 15 febbraio - Marino Corder, politico italiano (n. 1929)
- 15 febbraio - Richard Feynman, fisico e divulgatore scientifico statunitense (n. 1918)
- 15 febbraio - Géza Oláh, calciatore ungherese (n. 1925)
- 16 febbraio - Francesco Barberi, bibliotecario italiano (n. 1905)
- 16 febbraio - Charles Delaunay, critico musicale e produttore discografico francese (n. 1911)
- 16 febbraio - Rinaldo Zardini, paleontologo e botanico italiano (n. 1902)
- 17 febbraio - John Marco Allegro, saggista e docente britannico (n. 1923)
- 17 febbraio - Aleksandr Nikolaevič Bašlačëv, cantante, chitarrista e poeta sovietico (n. 1960)
- 17 febbraio - Alain Savary, politico francese (n. 1918)
- 18 febbraio - Luciano Gariboldi, allenatore di calcio e calciatore italiano (n. 1927)
- 18 febbraio - Pietro Robotti, imprenditore e filantropo italiano (n. 1900)
- 19 febbraio - René Char, poeta francese (n. 1907)
- 19 febbraio - André Frédéric Cournand, medico francese (n. 1895)
- 19 febbraio - Walerian Kisieliński, calciatore polacco (n. 1907)
- 20 febbraio - Antonio Garau, commediografo italiano (n. 1907)
- 21 febbraio - Carlo Azzimonti, calciatore italiano (n. 1913)
- 21 febbraio - Süreyya Duru, regista e produttore cinematografico turco (n. 1930)
- 21 febbraio - Elda Fezzi, storica dell'arte e critica d'arte italiana (n. 1930)
- 21 febbraio - Aleksandar Tomašević, allenatore di calcio e calciatore jugoslavo (n. 1908)
- 21 febbraio - Alfredo Vozzi, arcivescovo cattolico italiano (n. 1905)
- 21 febbraio - Martin Winter, canottiere tedesco (n. 1955)
- 21 febbraio - Cornelis van Eesteren, architetto e urbanista olandese (n. 1897)
- 22 febbraio - Solomon Cutner, pianista inglese (n. 1902)
- 22 febbraio - Marisa Maresca, showgirl e ballerina italiana (n. 1923)
- 22 febbraio - Dominique Nguyễn Văn Lãng, vescovo cattolico vietnamita (n. 1921)
- 22 febbraio - Afro Poli, baritono italiano (n. 1902)
- 23 febbraio - Remo Bianco, pittore e scultore italiano (n. 1922)
- 23 febbraio - Jack Dugger, giocatore di football americano e cestista statunitense (n. 1923)
- 23 febbraio - Josif Karakis, architetto sovietico (n. 1902)
- 24 febbraio - Rose Coyle, modella statunitense (n. 1914)
- 24 febbraio - Loretta McNeil, velocista statunitense (n. 1907)
- 24 febbraio - Memphis Slim, cantante, pianista e compositore statunitense (n. 1915)
- 24 febbraio - Raul Radice, scrittore, giornalista e critico letterario italiano (n. 1902)
- 24 febbraio - Timothy Scott, ballerino, attore e cantante statunitense (n. 1955)
- 24 febbraio - Aldo Sestini, geografo e geologo italiano (n. 1904)
- 24 febbraio - Harry Yven, calciatore norvegese (n. 1912)
- 24 febbraio - Bluma Zeigarnik, psicologa e psichiatra lituana (n. 1900)
- 25 febbraio - Bernard Ashmole, archeologo inglese (n. 1894)
- 25 febbraio - Dori Seda, fumettista statunitense (n. 1951)
- 26 febbraio - Euclydes Barbosa, calciatore brasiliano (n. 1909)
- 26 febbraio - Howard Mwikuta, calciatore e giocatore di football americano zambiano (n. 1941)
- 27 febbraio - Gildo Caputo, mercante d'arte e antifascista italiano (n. 1904)
- 27 febbraio - Rousseau Hayner Flower, paleontologo statunitense (n. 1913)
- 27 febbraio - Michel Guérard des Lauriers, vescovo francese (n. 1898)
- 28 febbraio - Asakazu Nakai, direttore della fotografia giapponese (n. 1901)
- 28 febbraio - Mikha'il Nu'ayma, scrittore e poeta libanese (n. 1889)
- 28 febbraio - Vincenzo Celli, ballerino, coreografo e insegnante statunitense (n. 1900)
- 29 febbraio - Kåre Walberg, saltatore con gli sci norvegese (n. 1912)
- 29 febbraio - Karl Zimmer, fisico e genetista tedesco (n. 1911)